# Kruščika
Kruščika (krušćika, lat. Epipactis), rod trajnica iz porodice kaćunovki.
Rod se odlikuje visokim i vitkim stabljikama i lijepim cvijetom, te time što biljka ima podanak. 
Kruščikama pripada sedamdesetak vrsta, a u Hrvatskoj navode 18 njezinih vrsta i podvrsta, među kojima i geofit zanemarena kruščika, Epipactis leptochila ssp. neglecta, koja je zabilježena na području Strahinjščice, Daruvara i istočne Medvednice, Pejcova kruščika (E. leptochila subsp. leptochila), lacijska kruščika, lokalna i rijetka, Gorski kotar, Epipactis helleborine subsp. latina W.Rossi & E.Klein
Ostale vrste koje se spominju u hrvatskoj flori:
- zeleno žuta kruščika,Epipactis luteoviridis Kranjcev nom. nud. sinonim od E. muelleri.[3][4]
- brestova istarska kruščika, Epipactis brestina Kranjčev, nom. nud.[3][4]
- istarska kruščika,  Epipactis istriana Kranjčev nom. nud.[3][4]
- lažna purpurna kruščika, Epipactis pseudopurpurata Mered'a sinonim za Epipactis purpurata Sm., nom. cons.[3][4]
- zagrebačka kruščika, Epipactis zagrabiensis Kranjcev nom. nud.[3][4]

## Opis
Epipactis ima male cvjetove s drškama koji vise na savitljivom klasu. E. dunensis raste uz pješčane obale Velike Britanije i sjeverozapadne Europe. Močvarna vrsta E. palustris nalazi se u močvarama i vlažnim mjestima diljem Europe. Širokolisna E. helleborine uobičajena je vrsta u Europi i umjerenoj Aziji, a unesena je u istočne Sjedinjene Države. Cvjetovi su mu zeleni, bjelkastozeleni ili crvenkastoljubičasti, a njegov nektar sadrži količine prirodnog oksikodona u tragovima.

## Vrste
1. Epipactis africana Rendle
2. Epipactis alata Aver. & Efimov
3. Epipactis albensis Nováková & Rydlo
4. Epipactis atrorubens (Hoffm.) Besser, tamnocrvena kruščika
5. Epipactis autumnalis Doro
6. Epipactis ×barlae A.Camus
7. Epipactis ×barreana B.Baumann & H.Baumann
8. Epipactis ×breinerorum Batoušek
9. Epipactis ×bruxellensis P.Delforge
10. Epipactis bugacensis Robatsch
11. Epipactis calabrica U.Grabner, S.Hertel & Presser
12. Epipactis ×cardonneae J.-M.Lewin
13. Epipactis collaris S.Hertel
14. Epipactis condensata Boiss. ex D.P.Young
15. Epipactis ×conquensis Benito & C.E.Hermos.
16. Epipactis cupaniana C.Brullo, D'Emerico & Pulv.
17. Epipactis dunensis (T.Stephenson & T.A.Stephenson) Godfery
18. Epipactis etrusca Presser & S.Hertel
19. Epipactis euxina Fateryga, Popovich & Kreutz
20. Epipactis exilis P.Delforge
21. Epipactis fageticola (C.E.Hermos.) Devillers-Tersch. & Devillers
22. Epipactis fascicularis T.P.Lin
23. Epipactis flaminia P.R.Savelli & Aless.
24. Epipactis flava Seidenf.
25. Epipactis ×gerbaudiorum P.Delforge
26. Epipactis ×gevaudanii P.Delforge
27. Epipactis gigantea Douglas ex Hook.
28. Epipactis ×graberi A.Camus
29. Epipactis greuteri H.Baumann & Künkele, grojterova kruščika
30. Epipactis guegelii Robatsch
31. Epipactis ×hanseniorum Batoušek
32. Epipactis helleborine (L.) Crantz,  širokolisna kruščika
33. Epipactis ×heterogama M.Bayer
34. Epipactis humilior (Tang & F.T.Wang) S.C.Chen & G.H.Zhu
35. Epipactis hyblaea Brullo & Zimmitti
36. Epipactis ioessa Bongiorni, De Vivo, Fori & Romolini
37. Epipactis kleinii M.B.Crespo & M.R.Lowe & Piera
38. Epipactis krym-montana Kreutz, Fateryga & Efimov
39. Epipactis leptochila (Godfery) Godfery, uskolisna kruščika
40. Epipactis ×liestalensis A.Camus
41. Epipactis lucana Presser, S.Hertel & V.A.Romano
42. Epipactis lusitanica D.Tyteca
43. Epipactis mairei Schltr.
44. Epipactis meridionalis H.Baumann & R.Lorenz
45. Epipactis microphylla (Ehrh.) Sw., sitnolisna kruščika
46. Epipactis ×mohilewiensis V.Lebedko & D.Dubovik
47. Epipactis muelleri Godfery, müllerova kruščika, Melerova kruščika
48. Epipactis ×nicolosii M.P.Grasso & Grillo
49. Epipactis nordeniorum Robatsch, nordenova kruščika
50. Epipactis ohwii Fukuy.
51. Epipactis olympica Robatsch
52. Epipactis palustris (L.) Crantz, močvarna kruščika
53. Epipactis papillosa Franch. & Sav.
54. Epipactis persica (Soó) Hausskn. ex Nannf.
55. Epipactis phyllanthes G.E.Sm.
56. Epipactis pinovica S.Hertel, Tsiftsis & Z.Antonop.
57. Epipactis placentina Bongiorni & P.Grünanger
58. Epipactis pontica Taubenheim, crnomorska kruščika, pontijska kruščika
59. Epipactis ×pupplingensis K.P.Bell
60. Epipactis purpurata Sm., purpurna kruščika
61. Epipactis rechingeri Renz
62. Epipactis ×reinekei M.Bayer
63. Epipactis rivularis Kranjcev & Cicmir, potočna kruščika
64. Epipactis ×robatschii Gévaudan & P.Delforge
65. Epipactis royleana Lindl.
66. Epipactis sanguinea S.Hertel & Presser
67. Epipactis ×schmalhausenii K.Richt.
68. Epipactis ×schulzei P.Fourn.
69. Epipactis ×soguksuensis Kreutz
70. Epipactis stellifera Di Antonio & Veya
71. Epipactis ×stephensonii Godfery
72. Epipactis ×subtilis Jakubska-Busse, Zolubak & Lobas
73. Epipactis tallosii A.Molnár & Robatsch
74. Epipactis taurica Fateryga & Kreutz
75. Epipactis thunbergii A.Gray
76. Epipactis tremolsii Pau
77. Epipactis troodi H.Lindb.
78. Epipactis turcomanica K.P.Popov & Neshat.
79. Epipactis ulugurica Mansf.
80. Epipactis veratrifolia Boiss. & Hohen.
81. Epipactis ×vermionensis B.Baumann & H.Baumann
82. Epipactis xanthophaea Schltr.